# 나의 문어 선생님
《나의 문어 선생님》(영어: My Octopus Teacher)은 남아프리카 공화국에서 제작한 2020년 넷플릭스 오리지널 다큐멘터리 영화이다. 크레이그 포스터가 제작 및 출연하고, 피파 얼릭, 제임스 리드가 감독을 맡았다. 제93회 아카데미상 시상식에서 장편 다큐멘터리상을 수상했다.

## 개요
이 영화는 2010년에 크레이그 포스터가 남아프리카 공화국 케이프타운 인근 폴스만의 외딴 수중 다시마 숲에서 어떻게 프리다이빙을 시작했는지 보여준다. 위치는 대서양의 차가운 벵겔라 해류에 노출된 케이프반도의 사이먼스타운 근처였다.
그는 자신의 경험을 기록하기 시작했고, 시간이 흐르면서 그의 관심을 사로잡은 호기심 많은 어린 문어를 만났다. 영화는 거의 1년 동안 이 문어를 따라다니는 포스터와 문어의 친밀한 관계를 보여준다. 문어는 포스터와 놀면서 유대감을 형성하며 포스터가 자신의 세계에 들어오는 것을 허용하여 자신이 어떻게 자고, 살고, 먹는지 볼 수 있게 해준다.
파자마 상어의 잦은 공격을 피하던 문어는 한 차례의 공격에서 팔을 잃고 회복을 위해 굴로 들어가 3개월에 걸쳐 팔을 천천히 재생한다. 나중에 상어에게서 공격을 받았을 때 문어는 상어의 등에 달라붙는 등 생존을 위한 창의성이 놀라울 정도로 향상된 모습을 보여준다. 문어는 수컷 문어와 교미하여 많은 알을 낳은 후 알을 돌보던 중에 자연사한다. 나중에 상어가 문어의 시체를 먹고 운반한다.
포스터는 자신과 유사 멘토링 관계였던 문어가 삶의 연약함과 인간과 자연의 연결에 대한 교훈을 가르쳐주었다고 설명한다.

## 출연
- 크레이그 포스터
- 톰 포스터, 크레이그 포스터의 아들
- 문어

## 제작
더 시 체인지 프로젝트, 오프 더 펜스, ZDF가 제휴하였으며, 엘런 윈더머스가 총괄 제작했다. 피파 얼릭과 제임스 리드가 감독을 맡았다. 해저 촬영은 로저 호록스가 진행하였고, 크레이그 포스터와 로저 호록스가 찍은 푸티지가 사용되었다.
포스터는 더 시 체인지 프로젝트를 통해 제작자로도 참여했으며, 인도 환경 언론인인 아내 스와티 티야가라잔이 제작 관리를 맡았다. 크레이그 포스터가 2018년부터 촬영을 시작한 이 영화는 넷플릭스 오리지널이 된 첫 남아프리카 공화국 자연 다큐멘터리이다.

## 반응
2020년 9월 7일 넷플릭스에서 출시되었다.
주요 비평가들로부터 좋은 평가를 받았으며, 리뷰 집계 웹 사이트인 로튼 토마토에서 이 영화는 38개의 리뷰를 기준으로 95%의 승인 등급을 보유하고 있으며 평균 등급은 8.00/10이다. 사이트의 비평가들은 "그 어떤 장벽도 초월하는 의미 있는 유대를 훈훈하게 보여 주며" "(이 영화를 본 사람들이) 친구들에게 함께 보자고 요청하게 만들 것"이라고 언급하였다. 비평가 5명의 리뷰를 기반으로 한 메타크리틱의 가중 평균 점수는 82%이다.

## 수상
| 상 이름                     | 수상 날짜       | 부문                          | 수상인                                  | 결과 | 출처          |
| --------------------------- | --------------- | ----------------------------- | --------------------------------------- | ---- | ------------- |
| 아카데미상                  | 2021년 4월 25일 | 장편 다큐멘터리상             | 제임스 리드, 피파 얼릭, 크레이그 포스터 | 수상 | [ 15 ]        |
| 미국 영화 편집자 협회상     | 2021년 4월 17일 | 최우수 다큐멘터리             | 피파 얼릭, 댄 슈웜                      | 수상 | [ 16 ]        |
| 영국 아카데미 영화상        | 2021년 4월 11일 | 최우수 다큐멘터리             | 제임스 리드, 피파 얼릭, 크레이그 포스터 | 수상 | [ 17 ] [ 18 ] |
| 시네마 오디오 소사이어티상  | 2021년 4월 17일 | 영화 사운드 효과 - 다큐멘터리 | 배리 도널리, 찰 모스터트                | 후보 | [ 19 ]        |
| 시네마 아이 오너스상        | 2021년 3월 9일  | 관객 선택상                   | 피파 얼릭, 제임스 리드                  | 후보 | [ 20 ]        |
| 시네마 아이 오너스상        | 2021년 3월 9일  | 최우수 다큐멘터리 촬영        | 로저 호록스                             | 후보 | [ 20 ]        |
| 래브미크레이지! 과학 영화제 | 2021년 2월 4일  | 최우수 다큐멘터리             | 피파 얼릭, 댄 슈웜                      | 수상 | [ 21 ]        |